# Howard Riley (Pianist)

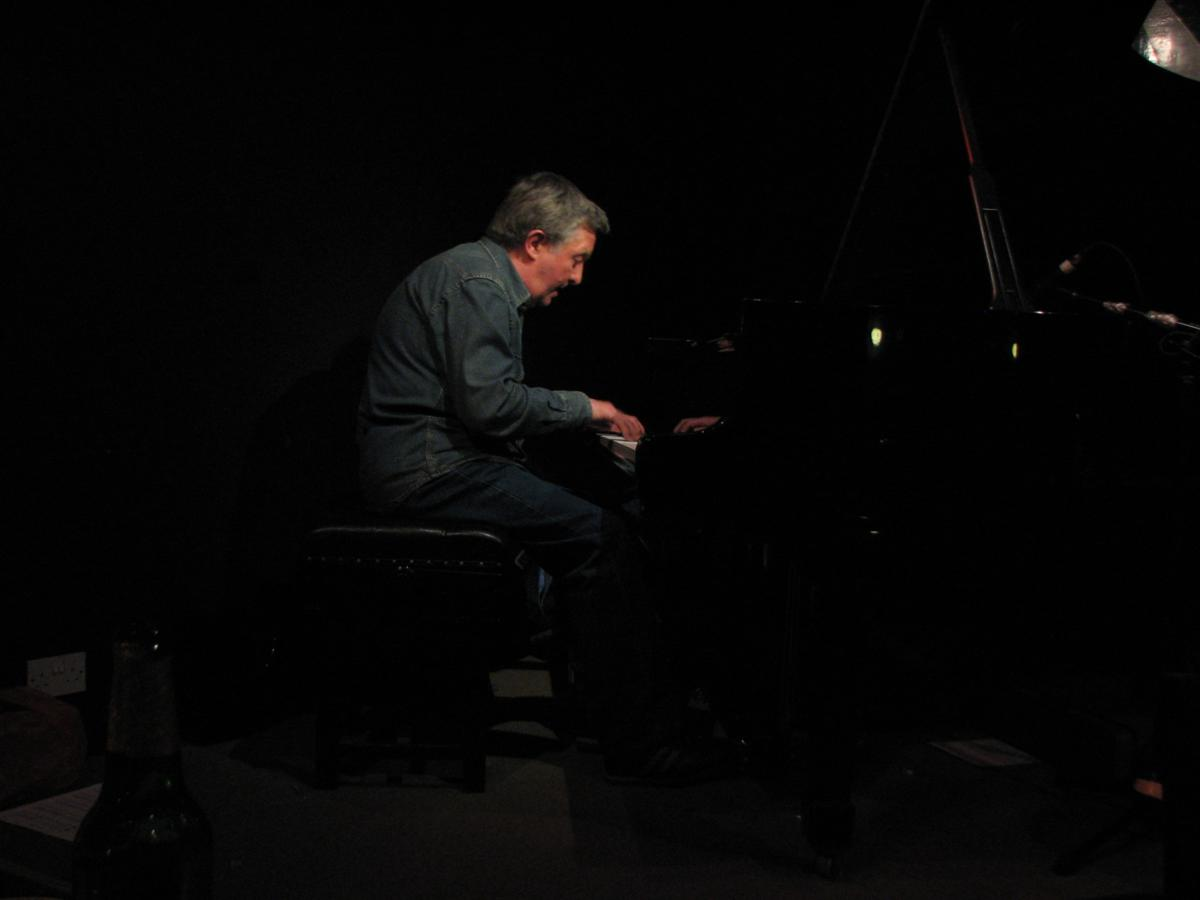
Howard Riley 2008 in London

John Howard Riley (* 16. Februar 1943 in Huddersfield, Yorkshire, England; † 8. Februar 2025 in Beckenham, Kent) war ein britischer Pianist und Komponist des Avantgarde, Creative Jazz und der Neuen Improvisationsmusik.

## Leben und Wirken
Riley erhielt vom sechsten Lebensjahr an Klavierunterricht und studierte an den Universitäten von Wales (1961–66; Bachelor), Indiana (1966/67; Master of Music) und York (1967–70; Master of Philosophy). Mitte der 1960er Jahre spielte er in einer Formation von Evan Parker und John McLaughlin. Ab 1967 arbeitete Riley im Trio mit Barry Guy und wechselnden Schlagzeugern Jon Hiseman (Discussions, 1968),
Alan Jackson und zwischen 1971 und 1973 dann mit Tony Oxley. 1972 trat er bei den Donaueschinger Musiktagen und den Berliner Jazztagen auf. In den 1970er Jahren war er vor allem als Musikpädagoge an der Guildhall School of Music and Drama tätig. Er gab regelmäßig Solokonzerte und arbeitete gelegentlich auch mit dem Spontaneous Music Ensemble, dem Tony Oxley Sextett und Paul Rutherfords Großformation Iskra 1912 (Sequences 72 & 73). Im Trio arbeitete er um 1977 mit Barry Guy und Phil Wachsmann, 1979/80 wieder mit Guy und Oxley. In den 1980er Jahren trat er immer wieder im Duo mit dem Pianisten Keith Tippett, aber auch mit seinem amerikanischen Kollegen Jaki Byard auf, sowie mit dem London Composers’ Orchestra und mit Saxophonist Lol Coxhill. Weiterhin war er solistisch tätig und nahm Soloalben wie Tricect (1980), Procession (1990) oder Beyond Category (1993) auf.
In den 1990er Jahren beschäftigte sich Riley mit dem Werk von Monk und Ellington (Beyond Category) und spielte im Trio mit dem Bassisten Mario Castronari und wechselnden Schlagzeugern wie Tony Marsh oder Mark Sanders (Feathers Trio), das er auch um Art Themen erweiterte, sowie in einem Quartett, das er mit Elton Dean leitete (All the Tradition). Seine Musik wird oft als unterkühlt und konstruktivistisch bezeichnet und war stark an der avantgardistischen Konzertmusik orientiert.

„Meine Entwicklung als Improvisator führte von time, Akkordwechseln und festen Formen in den späten Fünfzigern zu no time (aber rhythmischer Vielfalt), no changes (aber einer viel breiteren harmonischen Spanne) und zu organischen Formen.“

Riley litt die letzten Jahre an der Parkinson-Krankheit und konnte im letzten Lebensjahr nicht mehr Klavier spielen.

## Diskographische Hinweise
- 1969 – Angle (Columbia, 1968/69) mit Barbara Thompson, Barry Guy, Alan Jackson
- 1970 – The Day Will Come (Columbia) mit Guy, Jackson
- 1971 – Flight (Future Music) mit Guy, Oxley
- 1973 – Synopsis (Emanem) dto.
- 1982 − Duality (Jazzprint) solo
- 1984 – Live at the Royal Festival Hall (Leo Records) solo / mit Jaki Byard
- 1990 – Procession (Wondrous) solo
- 1992 – The Heat of Moments (Wondrous)
- 1993 – Interchange (Jazzprint) mit Keith Tippett
- 1995 – Wishing on the Moon (Future Music) mit Mario Castronari, Tony Marsh
- 1996 – Descending Circles (Blueprint) mit Elton Dean, Castronari, Mark Sanders
- 1996 – Feathers with Jaki (Slam), mit Jaki Byard bzw. dem Feathers Trio
- 1999 – Howard Riley/Elton Dean: One to One
- 2000 – Air Play (Slam)
- 2001 – Singleness (Jazzprint) solo
- 2001 – Overground (Emanem)
- 2001 – Howard Riley / Keith Tippett: First Encounter (Jazzprint)
- 2002 –  Tony Wren, Larry Stabbins, Howard Riley, Mark Sanders: Four in the Afternoon
- 2005 – Consequences (33 Records) solo
- 2005 – At Lincoln Cathedral solo
- 2006 – Two Is One (Emanem) solo
- 2010 – Solo in Vilnius (NoBusiness)
- 2011 – The Complete Short Stories 1998–2010 (NoBusiness, 6 CDs)
- 2013 – Live with Repertoire (NoBusiness) solo
- 2015 – 10.11.12  (NoBusiness) solo
- 2016 – Constant Change 1976–2016 (NoBusiness)
- 2018 – Live in the USA (NoBusiness) solo
- 2018 – Listen to Hear (Slam) solo
- 2020 – More Listening, More Hearing (Slam) solo
- 2022 – Howard Riley, Keith Tippett: Journal Four (NoBusiness)